# Lubomirowka (obwód kurski)
Lubomirowka (ros. Любомировка) – wieś (ros. деревня, trb. dieriewnia) w zachodniej Rosji, w sielsowiecie wyszniedieriewienskim rejonu lgowskiego w obwodzie kurskim.

## Geografia
Miejscowość położona jest nad Apoką (lewy dopływ Sejmu), 4 km od centrum administracyjnego sielsowietu (Wysznije Dieriewieńki), 9,5 km na południe od centrum administracyjnego rejonu (Lgow), 68 km na południowy zachód od Kurska.
We wsi znajduje się 59 posesji.
Klimat
Miejscowość, jak i cały rejon, znajduje się w strefie klimatu kontynentalnego z łagodnym ciepłym latem i równomiernie rozłożonymi opadami rocznymi (Dfb w klasyfikacji klimatów Köppena).

## Demografia
W 2010 r. wieś zamieszkiwało 70 osób.